# Bailarina posando para el fotógrafo
Bailarina posando para el fotógrafo (en francés, La danseuse chez le photographe) es una pintura del maestro francés Edgar Degas, de 65 x 50 cm, realizada en 1875. Muestra a una joven bailarina de ballet posando frente a un espejo de pie; al fondo, a través de un amplio ventanal, una vista elevada de las paredes de las casas de enfrente y los tejados cubiertos de nieve de París. La pintura se conserva en el Museo Pushkin de Moscú.

## Descripción

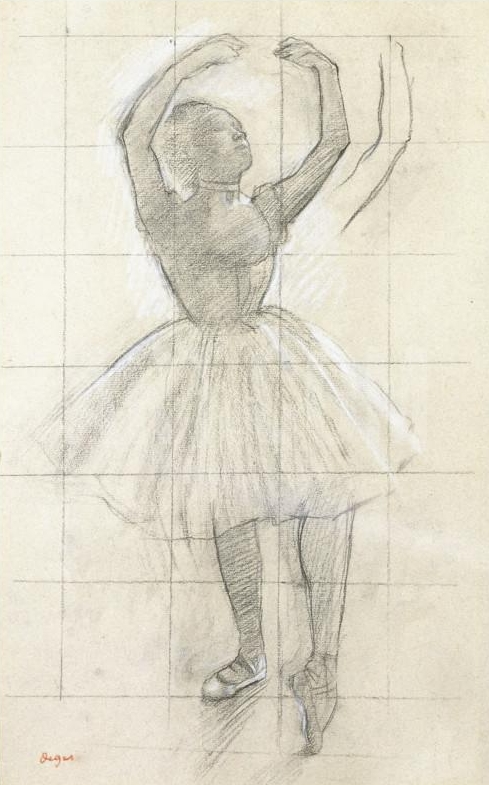
Estudio para Bailarina posando para el fotógrafo.

En esta obra el ojo implacable de Degas capta un interior escasamente amueblado con una bailarina de pie sobre un piso de madera grisácea como objeto de atención. No se está exhibiendo para una audiencia, sino para un fotógrafo que debe inmortalizarla en su trabajo: por ello, está buscando una bonita posición con la ayuda de un espejo. Como en otras obras de Degas, el gesto de la bailarina no es tomado en el momento intenso de una ejecución artística, sino en el  momento en que sus miembros, agotados, asumen un aspecto extrañamente deforme, casi grotesco. Contemplando las poses incómodas, paradójicas, antinaturales que Degas asignaba a estas jóvenes musas, Huysmans le habría reprochado que hubiera interpretado sus movimientos con «horror». Es una afirmación un poco fuerte, pero que expresa perfectamente la voluntad de Degas de romper con la iconografía tradicional e idealizada para sustituirla por una representación realista, a veces vital, a veces intensamente dramática. También en esta pintura, de hecho, Degas renuncia explícitamente a embellecer el cuerpo o la pose de la bailarina, en un signo de una auténtica y vigorosa adhesión a la verdad.
En los escritos de Paul Valéry se encuentra magistralmente definido el «credo pictórico» de Degas:

"Había en Degas una curiosa sensibilidad al mimetismo. Por otro lado, las bailarinas y planchadoras que pintó, las captó en poses profesionales, lo que le permitió renovar la visión de los cuerpos y analizar un gran número de poses que los pintores antes que él no habían enfrentado. Abandonó las bellas mujeres que yacían suavemente, las deliciosas venus y odaliscas, no trató de colocar alguna Olympia [...] soberana y obscena en una cama. En cambio, fue implacable en la reconstrucción del animal hembra especializada, esclava de la danza o el almidón, o del pavimento; y esos cuerpos más o menos deformados, los hace asumir posiciones muy inestables para su estructura articulada [...]"

## Procedencia
El cuadro se exhibió por primera vez en Londres en la primavera de 1875. Fue vendido por Durand-Ruel en 1902 al coleccionista ruso Sergei Ivanovich Shchukin por 35.000 francos, que mostró su amplia colección al público en su palacio en 1909. Tras la Revolución de 1917, Shchukin abandonó Rusia y su colección fue nacionalizada y su palacio convertido en museo. En 1923 la colección fue fusionada con la de Iwan Abramowitsch Morozov. En 1948, fueron divididas entre Moscú y Leningrado (San Petersburgo) y la pieza de Degas terminó en el Museo Pushkin.